# Elzeviriano Ibarra
La Elzeviriano Ibarra o «Ibarra de Gans» fue un tipo de letra grabado por Carl Winkow en 1931 para la Fundición Gans en conmemoración de los 50 años de la fundación de la misma. Fue diseñado para ser utilizado en el libro-homenaje «El Maestro Joaquín Ibarra».
Este tipo es una versión de los creados por Antonio Espinosa de los Monteros en el siglo XVIII y usados por Joaquín Ibarra, impresor español, para la edición de 1772 de La conjuración de Catilina y la guerra de Jugurta.

## Proyectos de recuperación
Existen varios proyectos de recuperación de este tipo de letra:

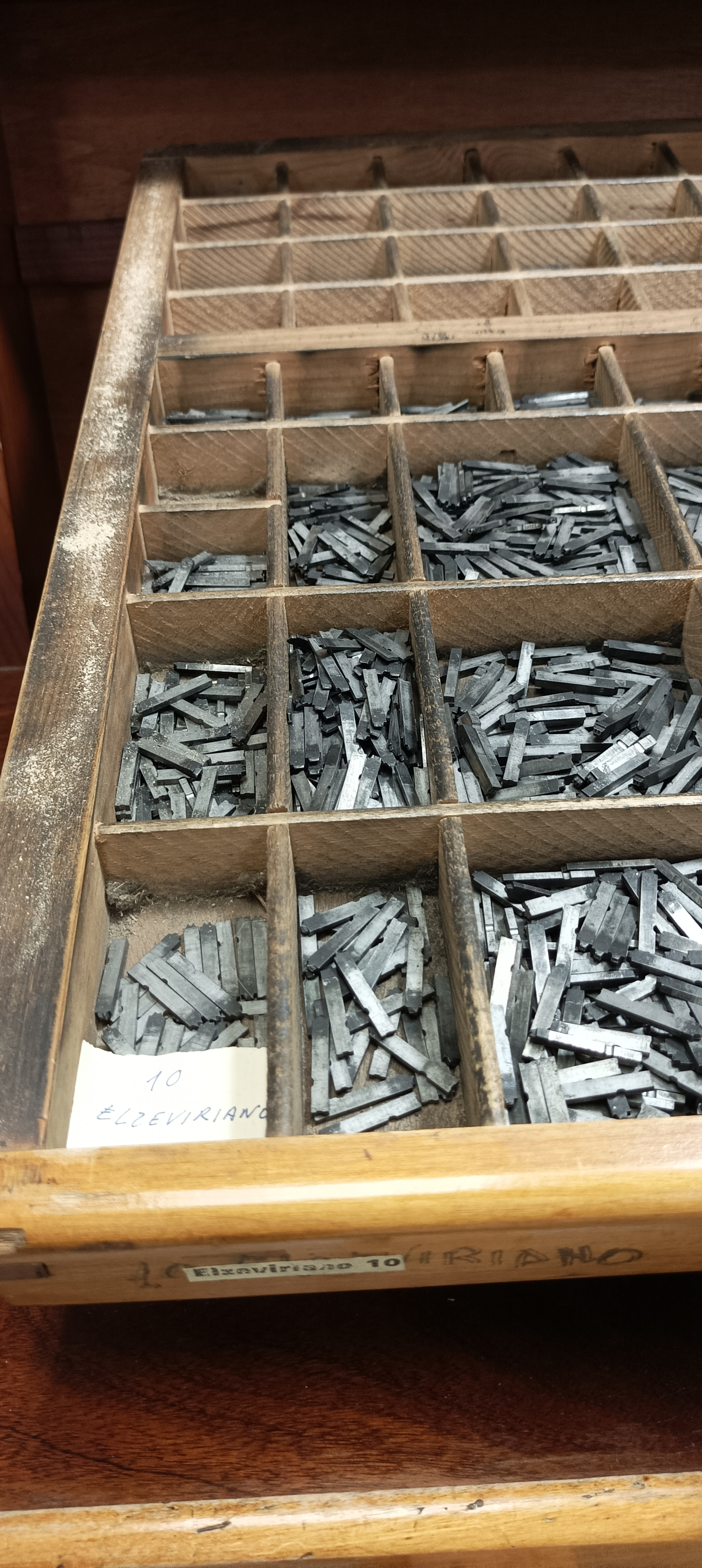
Tipografía Elzeviriano en Antigua Imprenta Sur.

### Gans Ibarra
Diseñada por Paulo W en 2006 y distribuida por Intellecta Design como recreación de la «Elzeveriano Ibarra».
Es una tipografía comercial. Se puede adquirir desde  MyFonts.com.

### Ibarra de Gans
Recuperación realizada en 2006 por Mario Sánchez, dirigido por José María Ribagorda, como proyecto final de Diseño en la Escuela de Arte número 10 de Madrid.
No está disponible. Puede ver una muestra de la letra en Revista TR número 2 (enlace roto disponible en Internet Archive; véase el historial, la primera versión y la última)., página 25.

### Ezelvir
Digitalizada por Anyetipo en 1996.
Es una fuente tipográfica comercial.